# Рогова
Рогова (рум. Rogova) село је у Румунији у округу Мехединци и седиште је општине Рогова. Oпштина се налази на надморској висини од 110 m.

## Географија
Рогова се налази на југозападу Румуније, на ободу Влашке низије. Село је смештено у долини реке Блахнице, тачније на ушћу реке Пороинице у Блахницу. Кроз Рогову пролази државни пут који повезује Дробета-Турну Северин са Калафатом. Од Дробета-Турну Северина је удаљена 25 километара, а од Ванжу Мареа 7 километара.

## Становништво
Према подацима пописа из 2011. године, Рогова је имала 1.148 становника (према попису из 2002. било је 716 становника).
| Етнички састав према попису из 2002.‍ | Етнички састав према попису из 2002.‍ | Етнички састав према попису из 2002.‍ | Етнички састав према попису из 2002.‍ | Етнички састав према попису из 2002.‍ |
| ------------------------------------ | ------------------------------------ | ------------------------------------ | ------------------------------------ | ------------------------------------ |
|                                      |                                      |                                      |                                      |                                      |
| Румуни                               | Румуни                               |                                      | 715                                  | 99,86%                               |
| Остали                               | Остали                               |                                      | 1                                    | 0,14%                                |

### Хронологија
| Година       | 1992 | 1993 | 1994 | 1995 | 1996 | 1997 | 1998 | 1999 | 2000 | 2001 | 2002 | 2003 | 2004 | 2005 | 2006 | 2007 | 2008 | 2009 | 2010 | 2011 | 2012 | 2013 | 2014 | 2015 | 2016 | 2017 |
| ------------ | ---- | ---- | ---- | ---- | ---- | ---- | ---- | ---- | ---- | ---- | ---- | ---- | ---- | ---- | ---- | ---- | ---- | ---- | ---- | ---- | ---- | ---- | ---- | ---- | ---- | ---- |
| Становништво | 1711 | 1669 | 1620 | 1597 | 1571 | 1530 | 1526 | 1506 | 1494 | 1469 | 1429 | 1428 | 1436 | 1422 | 1398 | 1423 | 1416 | 1413 | 1401 | 1386 | 1430 | 1399 | 1396 | 1387 | 1410 | 1427 |